# Ермолаев, Василий Антонович
Василий Антонович Ермолаев (1 июля 1924 — 7 декабря 1943) — советский офицер, командир танка 3-го танкового батальона 12-й гвардейской танковой бригады 4-й гвардейского Кантемировского танкового корпуса 60-й армии 1-го Украинского фронта, Герой Советского Союза.

## Биография
Родился 1 июля 1924 года в станице Псебай (Юго-Восточная область) в русской семье рабочего. Жил с родителями в станице Крымская (ныне город Крымск Краснодарского края). В 1939 году вступил в ВЛКСМ.
В мае 1942 года призван в ряды Красной Армии. В 1942 году окончил спецшколу ВВС, в 1943 году — Ленинградское танковое училище.
С декабря 1943 г. — в действующей армии. В своём первом бою 7 декабря 1943 году у села Заньки экипаж танка Т-34 (командир — младший лейтенант В. А. Ермолаев, механик-водитель — сержант А. А. Тимофеев, заряжающий — рядовой Сорокин) подбил и сжёг 6 танков противника. Т-34 был подбит и загорелся. В. Ермолаев выпустил из горящей машины рядового Сорокина, после чего совершил таран вражеского танка «Тигр». Последовал взрыв обоих танков, экипаж погиб.
Похоронен в селе Заньки.

## Награды
- Медаль «Золотая Звезда» Героя Советского Союза (25 августа 1944, посмертно);
- орден Ленина (25 августа 1944, посмертно).

## Память

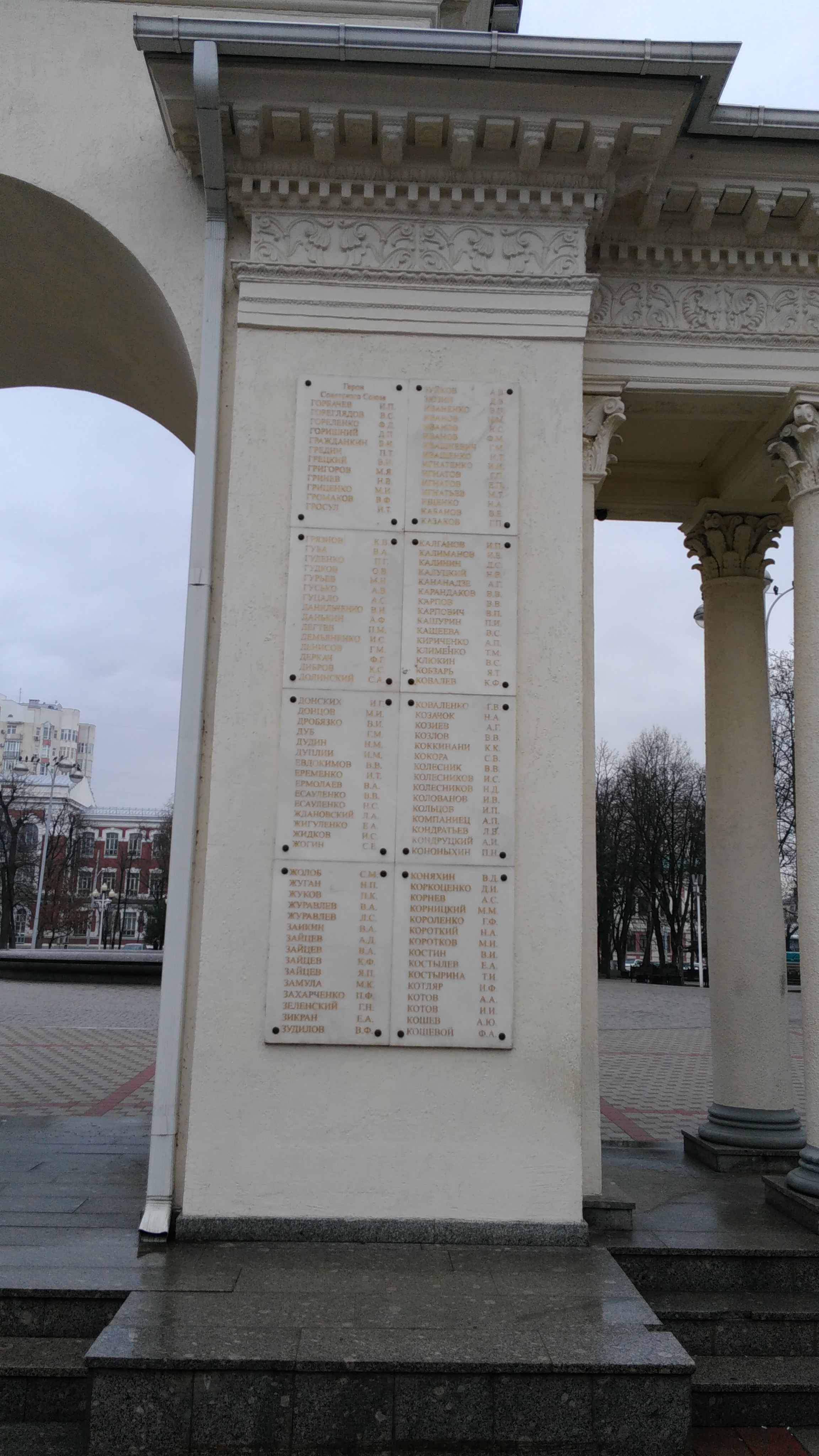
Имя Героя на мемориальной арке в Краснодаре. (Г-К)

- Имя Героя увековечено на мемориальной арке в Краснодаре.
- В 1965 году в честь Героев Советского Союза В. А. Ермолаева и А. А. Тимофеева в селе Заньки установлен обелиск.
- В. А. Ермолаев навечно зачислен в списки воинской части.
- Именем В. А. Ермолаева названы:
  - улица в Крымске;
  - улица в Наро-Фоминске[3].